# Claude Perrot
Claude Perrot (ur. 10 maja 1951 w Moûtiers) – francuski narciarz alpejski. Jego najlepszym rezultatem na mistrzostwach świata było 15. miejsce w gigancie na mistrzostwach świata w Val Gardena. Zajął także 29. miejsce w gigancie na igrzyskach w Innsbrucku w 1976 r. Najlepsze wyniki w Pucharze Świata osiągnął w sezonie 1972/1973, kiedy to zajął 23. miejsce w klasyfikacji generalnej.

## Sukcesy

### Puchar Świata

#### Miejsca w klasyfikacji generalnej
- 1972/1973 – 23.
- 1973/1974 – 46.
- 1974/1975 – 58.

#### Miejsca na podium
1. Wengen – 14 stycznia 1973 (slalom) – 3. miejsce